# 1865
Évszázadok: 18. század – 19. század – 20. század
Évtizedek: 1810-es évek – 1820-as évek – 1830-as évek – 1840-es évek – 1850-es évek – 1860-as évek – 1870-es évek – 1880-as évek – 1890-es évek – 1900-as évek – 1910-es évek
Évek: 1860 – 1861 – 1862 – 1863 –  1864 – 1865 – 1866 – 1867 – 1868 – 1869 – 1870

## Események

### Határozott dátumú események
- január 5. –  A korábban a konstantinápolyi pátriárka alá tartozó román ortodox egyház önállóvá válik.[1][2]
- február 18. – Robert E. Lee tábornok, a Konföderáció főparancsnoka levélben közli a déli kongresszussal, hogy feltétlenül szükség van a déli feketék mozgósítására, és aki hűen szolgál, azt szabadítsák fel. (A képviselők ugyan 40:37 arányban megszavazták az indítványt, a szenátus viszont egyetlen szavazattöbbséggel elvetette.)[3]
- március 29. – Lewis farmi ütközet
- április 9. – Lee tábornok leteszi a fegyvert Ulysses Grant előtt Appomattoxnál.[3]
- április 15. – Andrew Johnson – a Lincoln elleni halálos merénylet másnapján – átveszi az elnöki tisztséget.[4]
- október 8. – Esztergomban megnyílik a Papnevelő Intézet, amelynek alapkövét még 1820-ban tették le.
- december 6. – A Kolozsváron november 18-án kezdődött országgyűlés deklarálja Erdély unióját Magyarországgal.[5]
- december 6. – Elfogadják az Egyesült Államok alkotmányának 13. kiegészítését  a rabszolgaság megszüntetéséről.
- december 11. – Pesten felavatják a Magyar Tudományos Akadémia épületét.

### Határozatlan dátumú események
- Zsolnay Vilmos megalapítja porcelángyárát.
- Európában először Franciaországban észlelik a filoxérát, ahonnan továbbterjed a környező államokba.[6]

## Az év témái

### 1865 az irodalomban
- november 7. – Londonban megalapítják a London Gazette c. újságot.
- november 26. – Megjelenik az „Alice Csodaországban” című könyv.
- Genfben megjelenik Horváth Mihály Magyarország függetlenségi harcának története című háromkötetes munkája. (Magyarországon rögtön betiltották.)[7]

### 1865 a tudományban
- Nemzetközi Távíró Unió első kongresszusa Párizsban.
- Vámbéry Ármin könyve a közép-ázsiai utazásairól.
- Siemens–Martin-acélgyártási eljárás.
- Gregor Mendel kiadja örökléstani művét.
- Louis Pasteur feltalálja a pasztőrözést.[8]

### 1865 a vasúti közlekedésben
- január 1. – Megnyílik a Csernavoda–Kösztendzse vasútvonal.[2]
- szeptember 21. – Átadják a Sopron és Nagykanizsa közötti vasutat.

## Születések
- január 2. – Heikki Paasonen finn nyelvész, finnugrista, a MTA tiszteleti tagja († 1919)
- január 8. – Magyary-Kossa Gyula farmakológus, egyetemi tanár, MTA tagja († 1944)
- február 13. – Csók István festőművész († 1961)
- február 16. – Bánlaky József honvédtiszt, hadtörténész († 1945)
- február 17. – Ernst Troeltsch, német evangélikus teológus, vallásfilozófus és történetfilozófus († 1923)
- február 21. – Kenyeres Balázs igazságügyi orvos, hisztológus, az MTA tagja († 1940)
- február 25. – Andranik Ozanján örmény tábornok, szabadságharcos, az örmények nemzeti hőse († 1927)
- február 28. – Baross Károly agrárpolitikus, gazdasági író, szerkesztő. († 1905)
- március 12. – Tutsek Anna ifjúsági író († 1944)
- április 1. – Zsigmondy Richárd magyar származású osztrák-német vegyész, Nobel-díjas kémikus, a kolloidkémia kiemelkedő alakja († 1929)
- április 9. – Erich Ludendorff, az I. világháború egyik vezető német tábornoka; puccsista, a náci párt képviselője a Reichstagban, vallásalapító († 1937)
- április 26. – Akseli Gallen-Kallela, finn festőművész, építész, iparművész († 1931)
- április 29. – Jankovich Béla oktatáspolitikus, közgazdász, az MTA tagja, 1913–1917 között Magyarország vallás- és közoktatásügyi minisztere († 1939)
- május 16. – Holló Barnabás, szobrászművész († 1917)
- május 25. – Pieter Zeeman, holland fizikus aki 1902-ben megosztott fizikai Nobel-díjat kapott Hendrik Lorentz-cel, amiért felfedezte a róla elnevezett Zeeman-effektust († 1943)
- május 31. – Chernel István magyar ornitológus († 1922)
- június 9. - Carl Nielsen dán zeneszerző († 1931) és Albéric Magnard francia zeneszerző († 1914)
- június 13. – William Butler Yeats Nobel-díjas ír költő, elbeszélő († 1939)
- augusztus 1. – Széchenyi Andor, utazó († 1907)
- augusztus 17. – Némethy Géza klasszika-filológus, irodalomtörténész, az MTA tagja († 1937)
- szeptember 11. – Abonyi Árpád író, újságíró († 1918)
- szeptember 25. – Henri Lebasque(wd) francia posztimpresszionista festő († 1937)
- szeptember 30. – Grósz Emil orvos, szemész, 1905–1936 között a budapesti I. számú szemklinika igazgatója († 1941)
- október 1. – Paul Dukas, francia zeneszerző († 1935)
- október 16. – Baross László, mezőgazdász, búzanemesítő († 1938)
- október 16. – Cserzy Mihály, író († 1925)
- október 31. – Feleky Sándor, orvos, költő († 1940)
- november 2. – Warren G. Harding, az Amerikai Egyesült Államok 29. elnöke, hivatalban 1921–1923-ig († 1923)
- november 11. – Szász Károly magyar politikus, író, kritikus, akadémikus († 1950)
- december 26. – Róth Miksa, üvegfestő († 1944)
- december 30. – Rudyard Kipling, Nobel-díjas angol író († 1936)

## Halálozások
- február 27. – Jósika Miklós író (* 1794)
- március 10. – Szabó Imre honvédtiszt, hadügyi államtitkár (* 1820)
- március 18. – Friedrich August Stüler német építész és építészeti író (* 1800)
- április 13. – Achille Valenciennes francia zoológus (* 1794)
- április 15. – Abraham Lincoln az Egyesült Államok 16. elnöke (* 1809)
- április 25. – Kmety György honvéd tábornok (* 1813)
- május 4. – Christian Heinrich Grosch(wd) norvég építész (* 1801)
- május 29. – Eduard Knoblauch(wd) német építész (* 1801)
- június 8. – Joseph Paxton(wd) francia kertész, építész (* 1801)
- július 6. – Zsófia badeni nagyhercegné, svéd királyi hercegnő, Vasa hercegnője, házassága révén Baden nagyhercegnéje (* 1801)
- augusztus 13. – Semmelweis Ignác orvos, az „anyák megmentője” (* 1818)
- augusztus 29. – Bulcsú Károly református lelkész, tanár (* 1823)
- november 19. – Dobos Dániel költő (* 1830)
- november 28. – Brzezina Frigyes városbíró (* 1802)
- december 31. – Fredrika Bremer(wd) svéd író és feminista aktivista (* 1801)